# NProtect
nProtect（エヌ・プロテクト）は韓国のインカインターネットが開発した、Webベースのウイルスやクラッキングを防御するソフトウェアの製品群である。通称nProなど。日本国内での販売とサポートは、GameGuardがテクノブラッド、その他の製品についてはネットムーブが行っている。

## nProtect Netizen
導入企業のホームページから無料でダウンロード・使用が可能で、導入企業指定のホームページを閲覧すると起動し、閲覧を終了すると自動的に終了するソフトウェア。
起動中はウイルス・スパイウェア・ワームなどをブロックする。主に銀行・カード会社系に採用されている。
主要機能
- RTD
- KeyCrypt
- AntiWorm
- PersonalFireWall
- PhishingBlock
- 他社セキュリティ対策ソフトとの共存

## nProtect Personal
銀行・カード会社などで、HPを通じインスタントなセキュリティ機能を実現した個人ユーザー向けウイルス対策ソフト。月額決済制度を採用し、更新料金が無い事が特徴。
主要機能
- AntiVirus
- RTD
- Scanner
- KeyCrypt
- AntiWorm
- PersonalFireWall
- PhishingBlock

## nProtect GameGuard
オンラインゲームが爆発的に普及するにつれ、外部不正ツールの使用、ゲーム内のアイテムを盗むといった“クラッキング”や“チート”行為が増加したため、これら不正行為の監視及び防御を行う不正対策ルートキット。
日本及び韓国が開発したオンラインゲームを中心にnProtect GameGuardが導入されている。
nProtect GameGuardはプランやゲームによって以下の様な機能を備えている。
| Basic                                  | Pro                            | Special Edition                |
| -------------------------------------- | ------------------------------ | ------------------------------ |
| スピードハック遮断                     |                                |                                |
| ハッキングツールやウイルスの診断と遮断 |                                |                                |
| オートマウス及びマクロツールの遮断     |                                |                                |
| メモリデバッキング遮断                 |                                |                                |
| N/A                                    | パケット、クライアントの暗号化 | パケット、クライアントの暗号化 |
| N/A                                    | サーバー認証                   | サーバー認証                   |
| N/A                                    | N/A                            | パケットの暗号化               |
| N/A                                    | N/A                            | プロキシサーバー防止           |
| N/A                                    | N/A                            | ハッキング情報の収集           |

また、「オンラインゲームユーザ ハッキング通報センター」というホームページが設けられており、不正ツールに関する情報を送ることができる。

### GameGuardが導入されている主な例
GameGuardは世界16ヶ国、約120種類のゲームに導入されている。日本国内でサービス中のゲームの中で、導入している代表的なタイトルは以下のとおり。
- ELSWORD
- クロスファイア
- シルクロードオンライン
- 真・三國無双Online
- 新天上牌
- タワー オブ アイオン
- 天地大乱
- ドリフトシティ
- meet-me
- ラグナロクオンライン（国によっては採用していない）
- RED STONE
- リネージュ
- リネージュII
- GODIUS

### 問題点
オンラインゲームとクライアントPCとGameGuardとの三者間には相性がある。GameGuardはマクロ操作などの不正を検知するとゲームその物を強制終了したり無効化したりするが、問題の無いソフトウェア（ウェブブラウザなど）までが正常に動作しない事がある。最悪、GameGuardが故意に異常を発生させてオペレーティングシステムが強制停止した事を示すブルースクリーンが表示される事例もある。この時未保存のデータは消失し、書き込み中のファイルは破損する場合がある。
GameGuardは起動時に一部をシステム権限で実行しており、その処理過程でルートキットに近い作動をする（プロセスの隠蔽など）ためアンチウイルスソフトウェアなどに不正なソフトウェアとして誤検出され、ゲームが起動出来ないこともある。アンチウイルスソフトウェアのメーカーによってはゲームモード（メーカーによって名称が異なることがある）機能を搭載しておりそれらを有効にする、或いは保護機能を一時停止させることで誤検出などを防ぐことも出来る。

### nProtect GameGuard排除の動き
Alliance of Valiant Arms、CABAL ONLINEのように、nProtect GameGuardを一旦導入したものの導入を取りやめるネットゲームも出てきている。ただし、諸般の理由により一旦撤廃したが再度導入されたゲームも存在する。
nProtect GameGuardは基本的にゲームライブラリの一部として存在しているためゲームをアンインストールするとGameGuardもアンインストールされるがサービスに残るなど完全に削除されない可能性がある。一部ではGameGuardのアンインストーラーを別途配布している事がある。